# Scania N

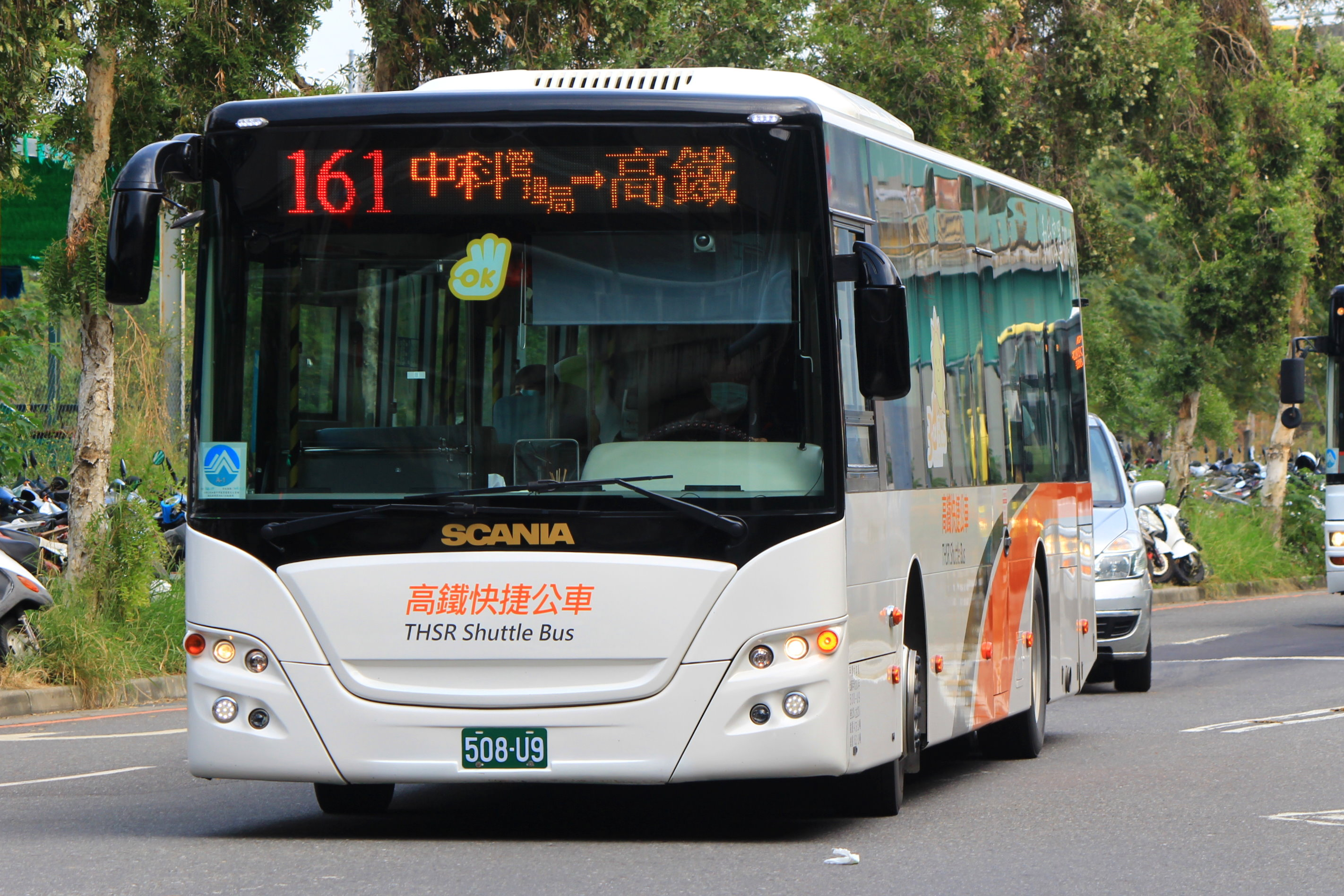
Scania N230UB

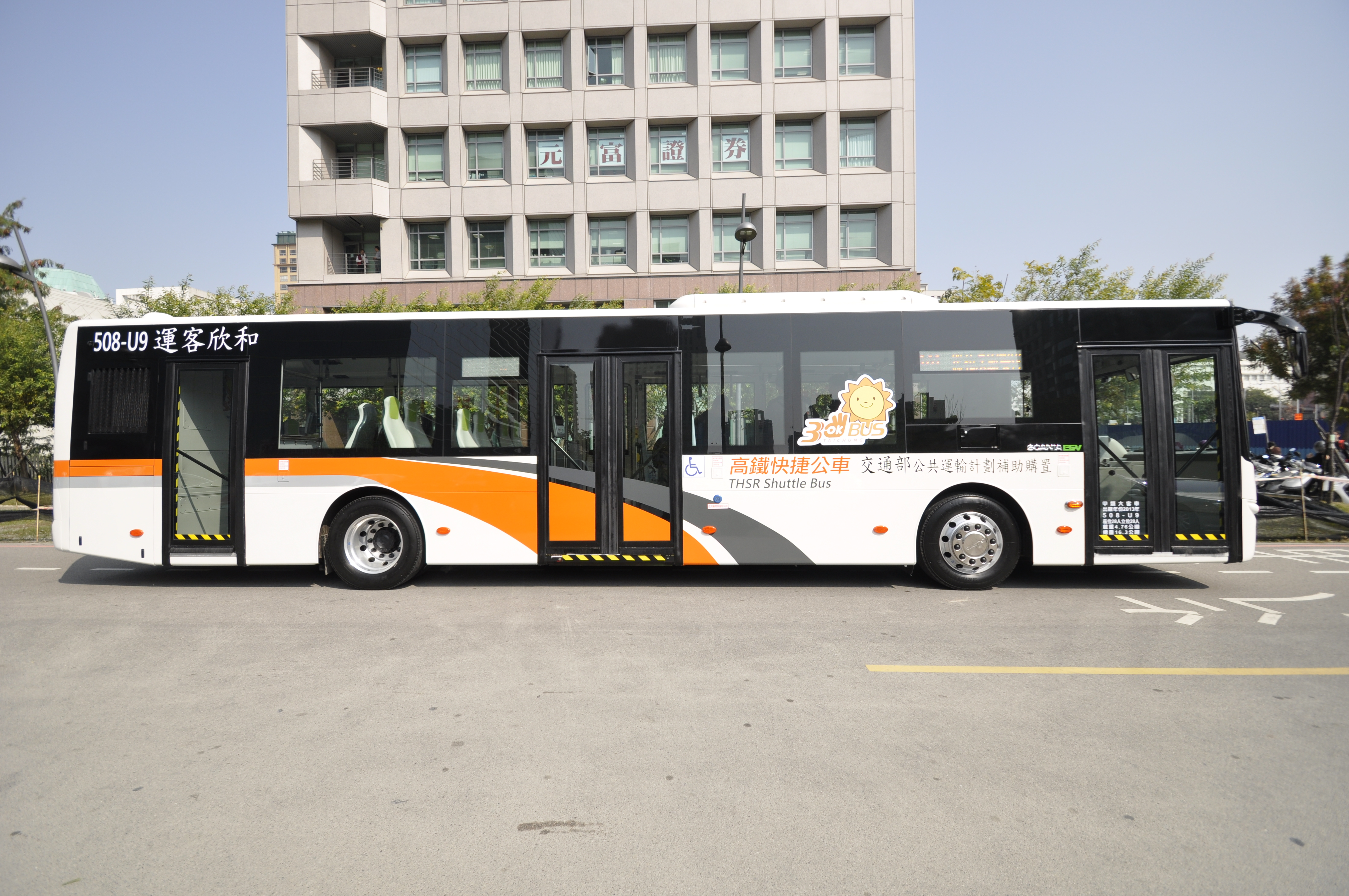
Вид справа

Scania N — серия коммерческих автобусов, выпускаемых компанией Scania AB с 2007 года в качестве замены Scania N94.

## Описание
В модельный ряд Scania N входят также одиночные двухосные модели N UB (N230UB, N270UB, N280UB), трёхосные N UA (N310UA) и двухэтажные двухосные N UD (N230UD, N250UD, N260UD, N270UD, N280UD). На шасси для двухэтажных автобусов производятся модели Scania OmniCity и Alexander Dennis Enviro400.
В 2015 году вариант N230UD вытеснен с конвейера вариантом N250UD, в связи с чем началось производство нового автобуса Alexander Dennis Enviro400 MMC. Первым эксплуатантом автобусов стала Великобритания.
По состоянию на 2019 год, всего было выпущено 120 экземпляров.